# Stefan Czarniecki

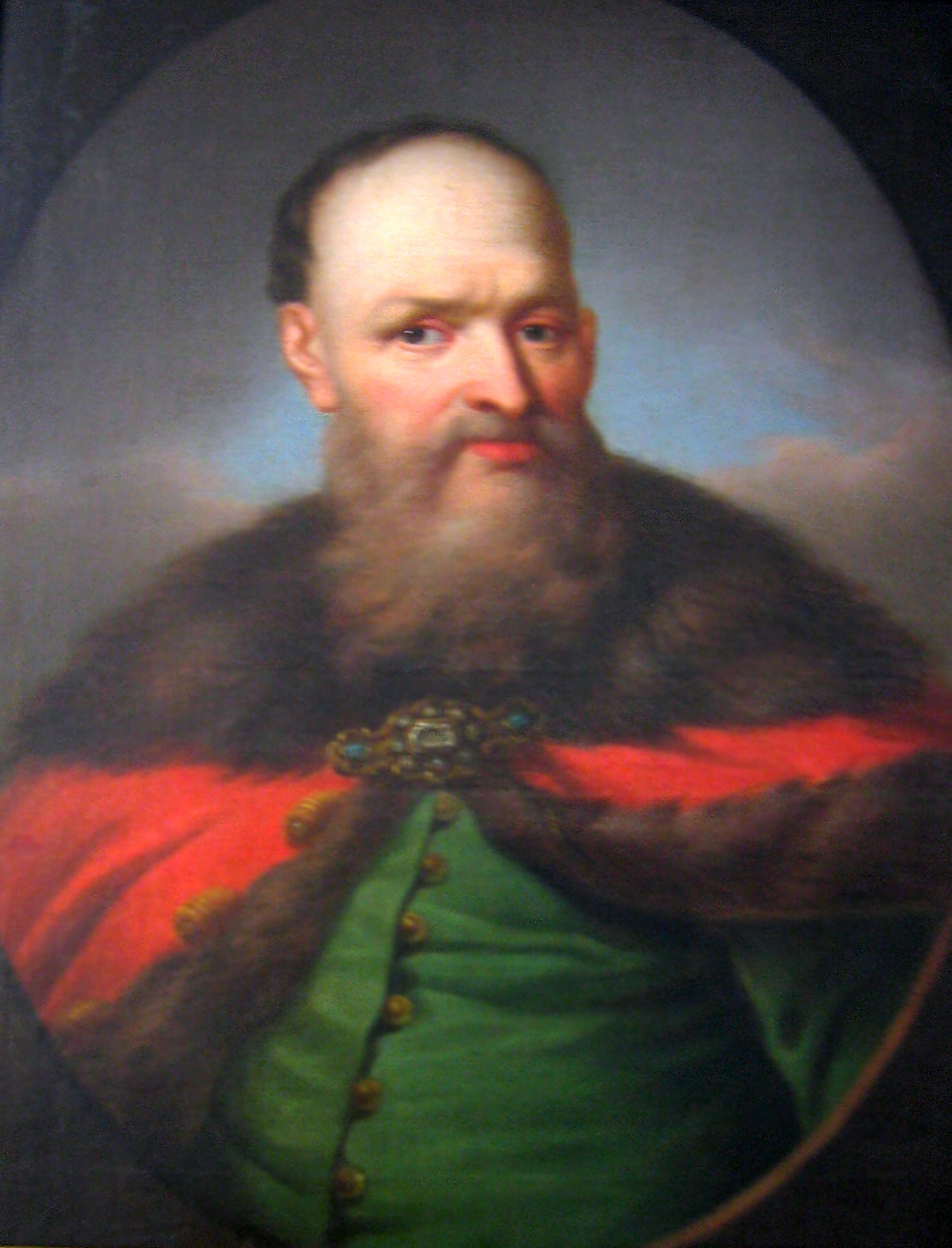
Stefan Czarniecki

Stefan Czarniecki, född 1599 i Czarnca i Polsk-litauiska samväldet, död 16 februari 1665 i Sokołówka, var en polsk militär och fältherre. 
Czarniecki deltog i fälttågen mot svenskarna 1626–1629 och mot ryssarna 1633. Han utmärkte sig i gränsstriderna mot tatarer och kosacker, hos vilka han var krigsfånge 1648–1649, och bidrog starkt till den polska segern i slaget vid Beresteczko 1651. Efter det blodiga polska nederlaget i slaget vid Batoh 1652 där tusentals polska krigsfångar slaktades i dagar efteråt, återupprättade han hänsynslöst den polska krigsmakten genom framgångsrik krigföring i Lillryssland och blev 1655 kastellan i Kiev. 15 september till den 7 oktober 1655 förvarade han Kraków mot Karl X Gustav men blev efter tappert motstånd tvungen att kapitulera. Under den polska frihetskampen mot svenskarna 1656 förde Czarniecki befälet över de polska trupperna i slaget vid Golomb 8 februari, slaget vid Jarosław 15 mars, slaget vid Nisko 28 mars, Slaget vid Warka 7 april, slaget vid Gnesen 27 april, slaget vid Kcynia 1 juni, slaget vid Łowicz 25 augusti och i slaget vid Konitz 23 december. I januari 1657 befriade han den i Danzig inneslutne Johan II Kasimir, och i juli samma år tvingade hans Sveriges allierade Georg II Rákóczy till fred. 1658–1659 deltog Czarniecki med 6 000 polacker i de allierades fälttåg i Pommern, Holstein och Jylland, och var med om att fördriva de svenska trupperna från Als och erövrade Koldinghus. 1660 avvisade han ett ryskt angrepp på Polen, segrade i slagen vid Polonka och Dnipro, och tvingade 1661 fram ett stillestånd och belönades med grevskapet Tykoczyn. Han blev polska kronans storhetman 1665, men avled samma år under ett fälttåg mot kosackerna.
Genom en utnötningsteknik med långa undvikande marscher kombinerat med oväntade kontraattacker, sönderslående av svenska underhållstrupper samt underhålls- och kommunikationslinjer drev Czarniecki slutligen ut de egentligen överlägsna svenska trupperna ur Polen med oförrättat ärende.